# 2019–2020-as német női labdarúgó-bajnokság (első osztály)
A 2019–2020-as német női labdarúgó-bajnokság - eredeti német nevén Frauen-Bundesliga - a 30. szezonja volt a Bundesligának. A címvédő a VfL Wolfsburg volt és a bajnokok is ők lettek.

## Csapatok

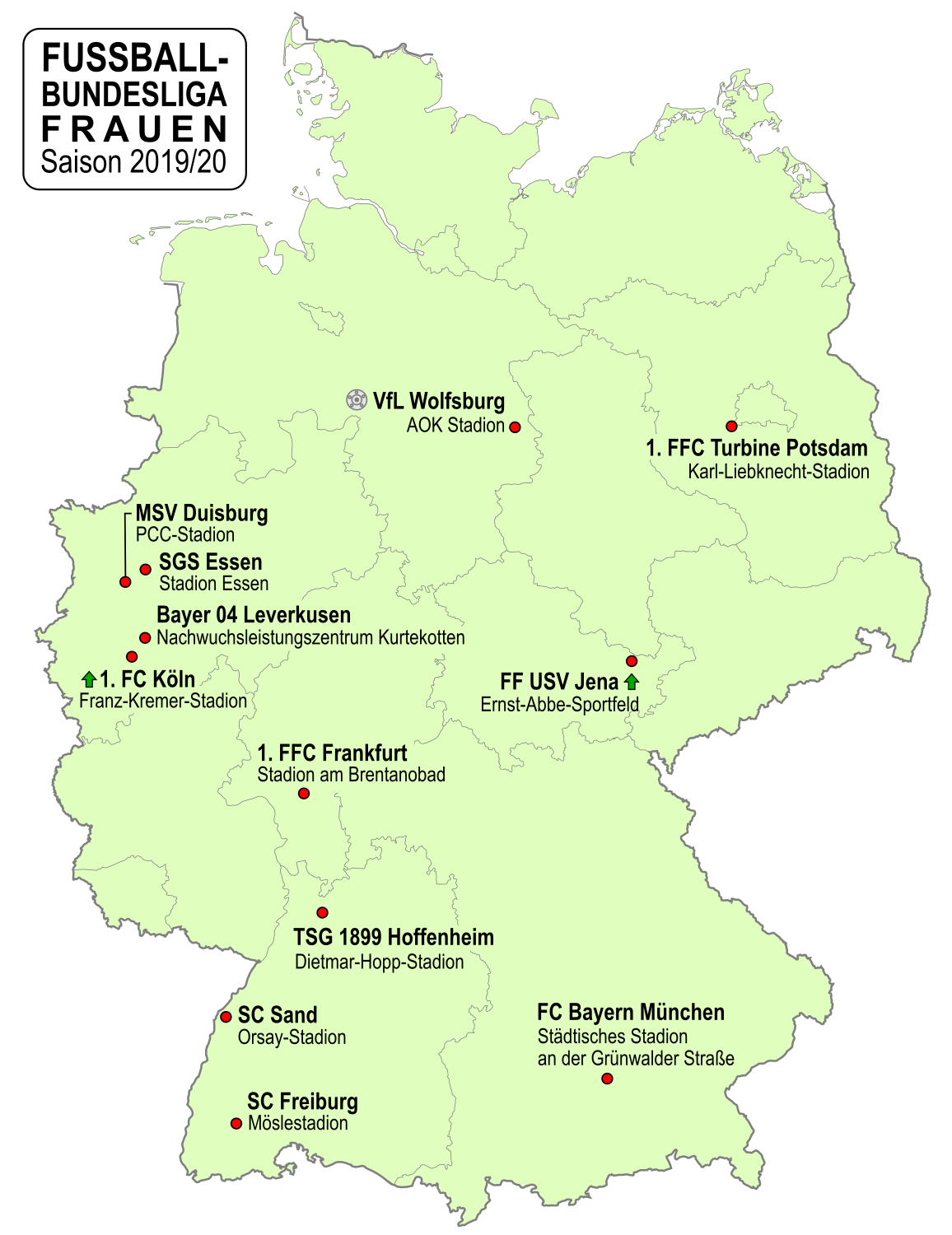
A bajnokságban résztvevő csapatok elhelyezkedése.

### Csapatváltozások
| Feljutott az első osztályba | Kiesett a másodosztályba               |
| --------------------------- | -------------------------------------- |
| USV Jena 1. FC Köln         | Werder Bremen Borussia Mönchengladbach |

### Csapatok adatai
| Csapat                 | Város      | Stadion                            | Befogadóképesség |
| ---------------------- | ---------- | ---------------------------------- | ---------------- |
| MSV Duisburg           | Duisburg   | PCC-Stadion                        | 3,000            |
| SGS Essen              | Essen      | Stadion Essen                      | 20,000           |
| 1. FFC Frankfurt       | Frankfurt  | Stadion am Brentanobad             | 5,500            |
| SC Freiburg            | Freiburg   | Möslestadion                       | 18,000           |
| 1899 Hoffenheim        | Hoffenheim | Dietmar-Hopp-Stadion               | 6,350            |
| USV Jena               | Jéna       | Ernst-Abbe-Sportfeld               | 10,800           |
| 1. FC Köln             | Köln       | Südstadion                         | 11,748           |
| Bayer 04 Leverkusen    | Leverkusen | Jugendleistungszentrum Kurtekotten | 1,140            |
| FC Bayern München      | München    | Grünwalder Stadion                 | 12,500           |
| 1. FFC Turbine Potsdam | Potsdam    | Karl-Liebknecht-Stadion            | 10,786           |
| SC Sand                | Willstätt  | Kühnmatt Stadion                   | 2,000            |
| VfL Wolfsburg          | Wolfsburg  | AOK Stadion                        | 5,200            |

## Tabella
| Hely. | Csapat              | M  | Gy | D | V  | G+ | G– | Gk  | P  | Továbbjutás vagy kiesés           |
| ----- | ------------------- | -- | -- | - | -- | -- | -- | --- | -- | --------------------------------- |
| 1.    | VfL WolfsburgCV (C) | 22 | 20 | 2 | 0  | 93 | 8  | +85 | 62 | Indulás: UEFA Női Bajnokok Ligája |
| 2.    | Bayern München      | 22 | 17 | 3 | 2  | 60 | 14 | +46 | 54 | Indulás: UEFA Női Bajnokok Ligája |
| 3.    | 1899 Hoffenheim     | 22 | 16 | 1 | 5  | 67 | 24 | +43 | 49 |                                   |
| 4.    | Turbine Potsdam     | 22 | 12 | 1 | 9  | 52 | 45 | +7  | 37 |                                   |
| 5.    | SGS Essen           | 22 | 11 | 2 | 9  | 41 | 39 | +2  | 35 |                                   |
| 6.    | 1. FFC Frankfurt    | 22 | 10 | 3 | 9  | 44 | 47 | −3  | 33 |                                   |
| 7.    | SC Freiburg         | 22 | 9  | 4 | 9  | 43 | 47 | −4  | 31 |                                   |
| 8.    | SC Sand             | 22 | 8  | 1 | 13 | 24 | 43 | −19 | 25 |                                   |
| 9.    | MSV Duisburg        | 22 | 4  | 5 | 13 | 19 | 47 | −28 | 17 |                                   |
| 10.   | Bayer Leverkusen    | 22 | 5  | 2 | 15 | 22 | 51 | −29 | 17 |                                   |
| 11.   | 1. FC KölnÚ (R)     | 22 | 5  | 2 | 15 | 22 | 60 | −38 | 17 | Kiesés: 2. Bundesliga             |
| 12.   | USV JenaÚ (R)       | 22 | 0  | 4 | 18 | 15 | 77 | −62 | 4  | Kiesés: 2. Bundesliga             |

## Statisztika

### Góllövőlista
| # | Játékos            | Klub             | Gólok |
| - | ------------------ | ---------------- | ----- |
| 1 | Pernille Harder    | VfL Wolfsburg    | 27    |
| 2 | Nicole Billa       | 1899 Hoffenheim  | 18    |
| 3 | Laura Freigang     | 1. FFC Frankfurt | 16    |
| 3 | Ewa Pajor          | VfL Wolfsburg    | 16    |
| 3 | Lea Schüller       | SGS Essen        | 16    |
| 6 | Lara Prašnikar     | Turbine Potsdam  | 15    |
| 7 | Isabella Hartig    | 1899 Hoffenheim  | 12    |
| 7 | Tabea Waßmuth      | 1899 Hoffenheim  | 12    |
| 9 | Klara Bühl         | SC Freiburg      | 11    |
| 9 | Jovana Damnjanović | Bayern München   | 11    |
| 9 | Alexandra Popp     | VfL Wolfsburg    | 11    |